# Saint-Philibert (Côte-d'Or)
Saint-Philibert é uma comuna francesa na região administrativa da Borgonha-Franco-Condado, no departamento de Côte-d'Or. Estende-se por uma área de 4,71 km². Em 2010 a comuna tinha 506 habitantes (densidade: 107,4 hab./km²).